# Al-Jirab
al-Jirab är den största av de cirka 200 öar som finns längs kusten tillhörande Förenade arabemiraten. Den tillhör emiratet Abu Dhabi. Den har en area av 306 km².